# Erik Pačinda
Erik Pačinda (* 9. Mai 1989 in Košice) ist ein slowakischer Fußballspieler.

## Karriere
Pačinda begann das Fußballspielen in seiner Heimatstadt Košice, wo er in der Jugend zweier bedeutender slowakischer Klubs stand, ehe er in Österreich für den SV Horn auflief. Von dort aus kehrte er nach Košice zurück, wo er 2007 in die Reservemannschaft aufgenommen wurde. 2010 rückte er mit 21 Jahren in den Profikader auf und erreichte am 18. Juli 2010 beim 0:2 gegen den ŠK Slovan Bratislava sein Erstliga- und damit sein Profidebüt, wobei er von Beginn an aufgeboten wurde und in der 79. Minute ausgewechselt wurde. Anschließend wurde er zwar regelmäßig eingesetzt, aber zumeist als Joker aufgeboten. Ebenso wie sein erstes Jahr war auch sein zweites Jahr als Profi vom Abstiegskampf geprägt, auch wenn Pačinda dabei einen Stammplatz innehatte. 
Im Sommer 2012 wurde er an den französischen Zweitligisten FC Tours verliehen, musste aber monatelang auf einen Einsatz in der Liga warten. Am 15. März 2013 absolvierte er seine einzige Partie für Tours, als er beim 1:1 gegen Stade Laval in der 86. Minute eingewechselt wurde. Wie geplant kehrte er im Sommer 2013 nach Košice zurück und schaffte dort die Rückkehr in die erste Elf.